# Samson Wertheimer
Pour les articles homonymes, voir Wertheimer.
Samson Wertheimer (17 janvier 1658, Worms - 6 août 1724, Vienne), est un banquier autrichien, Shtadlan et le Juif de cour de l'empereur Léopold Ier.  
Il est également le grand-rabbin de Hongrie et le rabbin de la ville de Eisenstadt.  Avec l'aide de Samuel Oppenheimer, il contribue à financer les armées impériales lors de la Guerre de Succession d'Espagne
Sous  l'empereur Joseph Ier, il est considéré comme un des plus importants financiers de la Maison Habsbourg.  
Il est membre de la famille Wertheimer.

## Biographie
Installé à Vienne en 1684, il s'associe au banquier Samuel Oppenheimer, partageant le privilège de résidence de ce dernier. Pendant l'absence d'Oppenheimer, Wertheimer le représente dans les transactions avec le gouvernement autrichien. Il gagne bientôt la confiance de l'empereur Léopold Ier.
Lors de la Guerre de succession d'Espagne, il s'associe à Samuel Oppenheimer pour se procurer l'argent nécessaire à l'équipement de l'armée impériale et à la fourniture de vivres. Après l'échec d'Oppenheimer et sa mort subite en 1703, Wertheimer maintint le crédit de l'État et trouve de nouvelles sources de revenus. 
Le 29 août 1703, l'empereur le nomme courtier et prolonge pendant vingt ans ses privilèges de culte religieux libre, de démission et d'immunité fiscale. L'empereur Joseph Ier, qui succède à son père en 1705, confirme le titre et les privilèges de Wertheimer. Il maintient sa position en tant que financier et créancier de l'État. En relations personnelles avec le prince Eugène de Savoie, il lui règle les 300 000 florins promis par Joseph Ier. Pendant la guerre turque, Wertheimer fait de gros prêts au gouvernement. 
Le titre de «Landesrabbiner», que les Juifs de Hongrie avaient conféré à Wertheimer, est rendu effectif par Charles VI. 
Selon un compte rendu contemporain d'un de ses proches, Abraham Levi, il est appelé le "Juden Kaiser". 
Dix soldats impériaux se tenaient devant lui comme des sentinelles. Il possédait de nombreux palais et de jardins à Vienne, et de nombreux  autres domaines et maisons en Allemagne, notamment à Francfort-sur-le-Main, à Worms et dans d'autres villes. Il a établi des écoles et distribué de grandes quantités d'argent en Europe et en Terre Sainte.  Les Juifs étrangers n'étaient pas autorisés à rester la nuit à Vienne sans une autorisation écrite de sa part.

### Culture
Sa maison se trouve à Eisenstadt, capitale du Land autrichien de Burgenland. 
Elle est devenue le Musée juif autrichien, qui raconte l'histoire des  et la culture des juifs d'Autriche et de Hongrie via un espace d'exposition et une bibliothèque spécialisée.